# Château de Montaigu (Vendée)
Pour les articles homonymes, voir Château de Montaigu.
Le château de Montaigu est un château situé sur la commune de Montaigu, dans le canton de Montaigu en Vendée. Il comprenait à l'origine un château fort accolé à une grande cité fortifiée constituée de remparts et de trois portes fortifiées. Le château est inscrit au titre des monuments historiques en 2011.

## Historique
Au IXe siècle, un castrum, c'est-à-dire un château de bois sur motte de terre aurait été construit pour lutter contre les raids vikings, qui avaient auparavant mis à sac la cité de Durivum (Saint-Georges-de-Montaigu). Pour des raisons stratégiques, cette forteresse a été construite sur un éperon rocheux faisant coin entre la Maine et l'Asson.
Maurice Ier de Montaigu, premier seigneur connu, fut témoin à la consécration de l'église Saint-Nicolas de la Chaize-le-Vicomte en 1099. Son successeur fut jusqu'en 1174 Brient Ier de Commequiers, marié avec sa fille, Agathe de Montaigu. Puis succéderont ses petits-enfants, Brient II, Maurice II "le jeune" et Marguerite. C'est peut-être ce Brient II qui aurait fait construire en 1218 le donjon roman, une grosse tour carrée avec des tours plates aux angles. Il aurait aussi supprimé la palissade en bois pour la remplacer par un large fossé jusqu'à la porte Saint-Georges.
Les Montaigu (alias Belleville par mariage vers 1180) font allégeance aux Plantagenêts, Henri II, Richard Cœur-de-Lion et Jean-sans-Terre. Marguerite de Belleville-Montaigu, fille de Brient de Montaigu et d'Agnès de Belleville, petite-fille de Maurice Ier de Montaigu, sœur de Maurice II de Belleville-Montaigu, se marie avec Hugues de Thouars en 1203. En 1227, le couple se soumet à Philippe Auguste par la cérémonie de l'hommage. Hugues de Thouars décède en 1229, et Marguerite se remarie avec en 1235 avec le duc baillistre de Bretagne, Mauclerc, de son vrai nom Pierre de Dreux. Marguerite de Montaigu décède en 1241, sans enfants. La seigneurie de Montaigu échoua à son neveu, Maurice III de Belleville-Montaigu († v. 1297 ; fils de Maurice II). Il devient seigneur de Montaigu à la mort de Mauclerc, en 1250, et son fils Maurice IV († v. 1292) assure la succession par ses enfants Jeanne (x 1284 Geoffroy II David de La Flocellière) et Maurice V de Belleville-Montaigu (il épouse 1° Sibylle, fille de Geoffroy VI de Châteaubriant, puis 2° Isabelle/Létice de Parthenay, fille de Guillaume V Larchevêque de Parthenay).
Jeanne de Belleville (v. 1300-v. 1359), fille de Maurice V de Montaigu et Létice de Parthenay, épouse en secondes noces Olivier IV de Clisson, en 1328. Olivier IV est exécuté par décapitation, après avoir été soupçonné de "félonie" aux Anglais, en pleine guerre de Cent Ans. Jeanne devient corsaire avec ses enfants Olivier V et Jeanne de Clisson, par vengeance, et fut bannie du royaume de France. Pendant qu'elle attaque les navires français, la forteresse de Montaigu est tenue par les Anglais, selon le traité de Brétigny-Calais, dont une garnison se livra à des pillages aux alentours. Jeanne perdit son navire et se retira avec ses enfants en Angleterre. Olivier V, devenu adulte, se rallie au roi de France, récupère ses biens en 1362 et combat les Anglais avec Bertrand du Guesclin. En 1373, Olivier et Bertrand réussissent à chasser les Anglais de Montaigu et Olivier cède la seigneurie à sa sœur Jeanne qui a épousé un capitaine anglais, Jean Harpedenne. Ce dernier se mit du côté du roi de France en 1373 et devint Jean de Belleville. Jean III, son petit-fils, épousera la demi-sœur de Charles VII, Marguerite de Valois, en 1433.
Louis Ier de Belleville succède à Jean III. Le roi Louis XI lui conseilla de fortifier la ville entre 1464 et 1468, pour se protéger des Bretons.

## Description
Il en reste encore des vestiges visibles. À l'origine, il y avait une enceinte de forme ovoïde et flanquée d'une dizaine de tours et d'un châtelet d'entrée, situé au Nord-Est. La ville fortifiée était située au Nord de la forteresse et se prolongeait un peu à l'Est. Un fossé sec séparait la ville fortifiée de la forteresse. Une barbacane permettait de protéger le châtelet d'entrée. Un donjon roman de type niortais, avec sa cour et sa petite enceinte, était situé dans la cour du château, à peu près au milieu dans le sens Nord-Sud et situé Ouest.
La ville fortifiée s'étendait de la rue de Gaulle, une porte se situait au niveau du Carré de l'Europe (la porte de Nantes), puis les remparts continuaient rue de la Place du Champ de Foire, puis redescendaient l'Esplanade des Olivettes, où une porte était située vers le rond-point de la rue des Jardins (porte de Tiffauges) puis les remparts longeaient l'Asson pour remonter rue du Pont Jarlet et contourner la barbacane non loin du Presbytère. Les douves sèches entourant la ville étaient profondes de 16 mètres au XVe siècle.